# Oulad Sbih
Oulad Sbih  (in arabo أولاد اصبيح‎?) è un centro abitato e comune rurale del Marocco situato nella provincia di El Kelâat Es-Sraghna, regione di Marrakech-Safi. Conta una popolazione di 6 616 abitanti (censimento 2014).